# Templeux-le-Guérard
Templeux-le-Guérard is een gemeente in het Franse departement Somme (regio Hauts-de-France) en telt 196 inwoners (2005). De plaats maakt deel uit van het arrondissement Péronne.

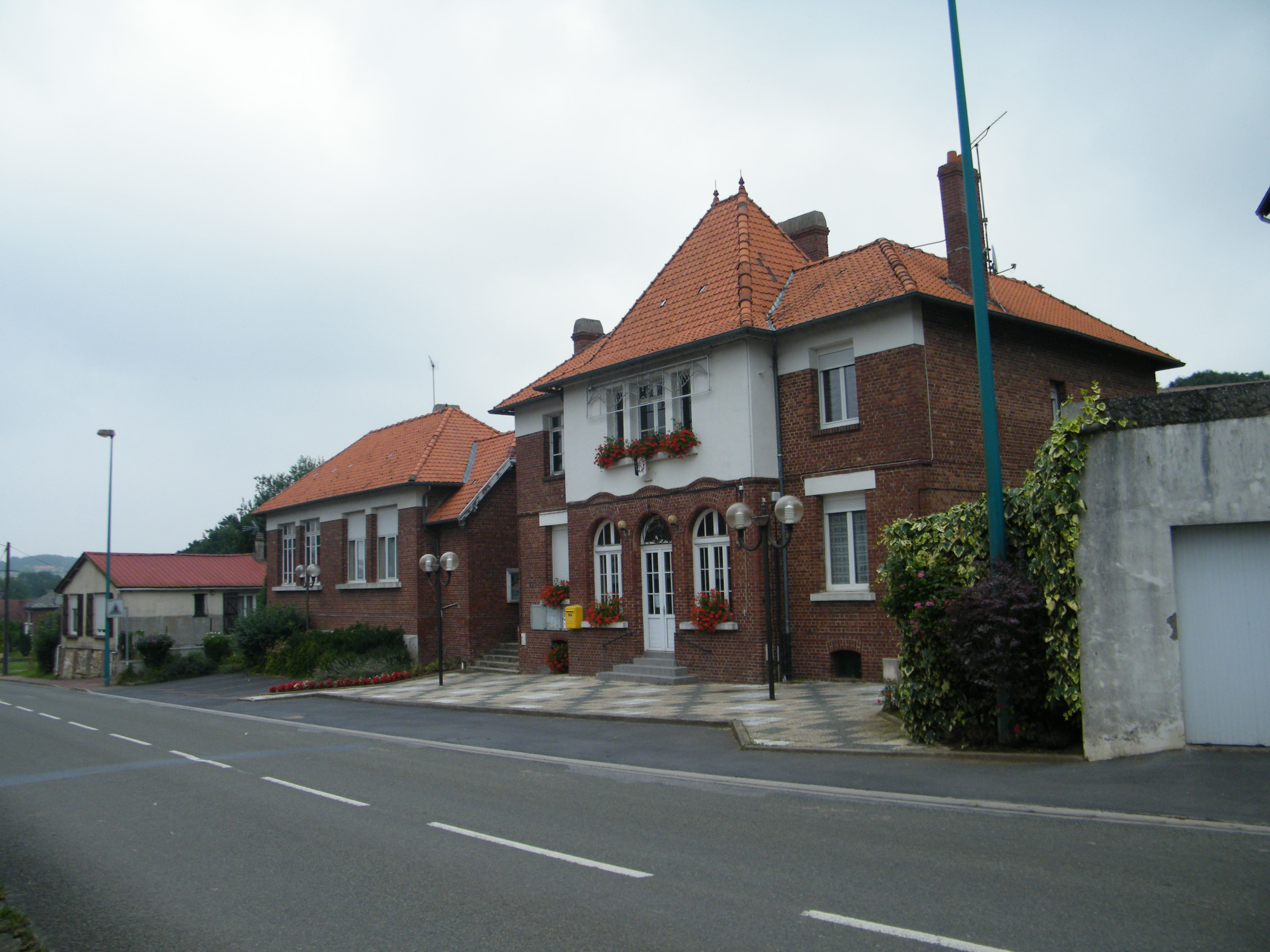
Gemeentehuis
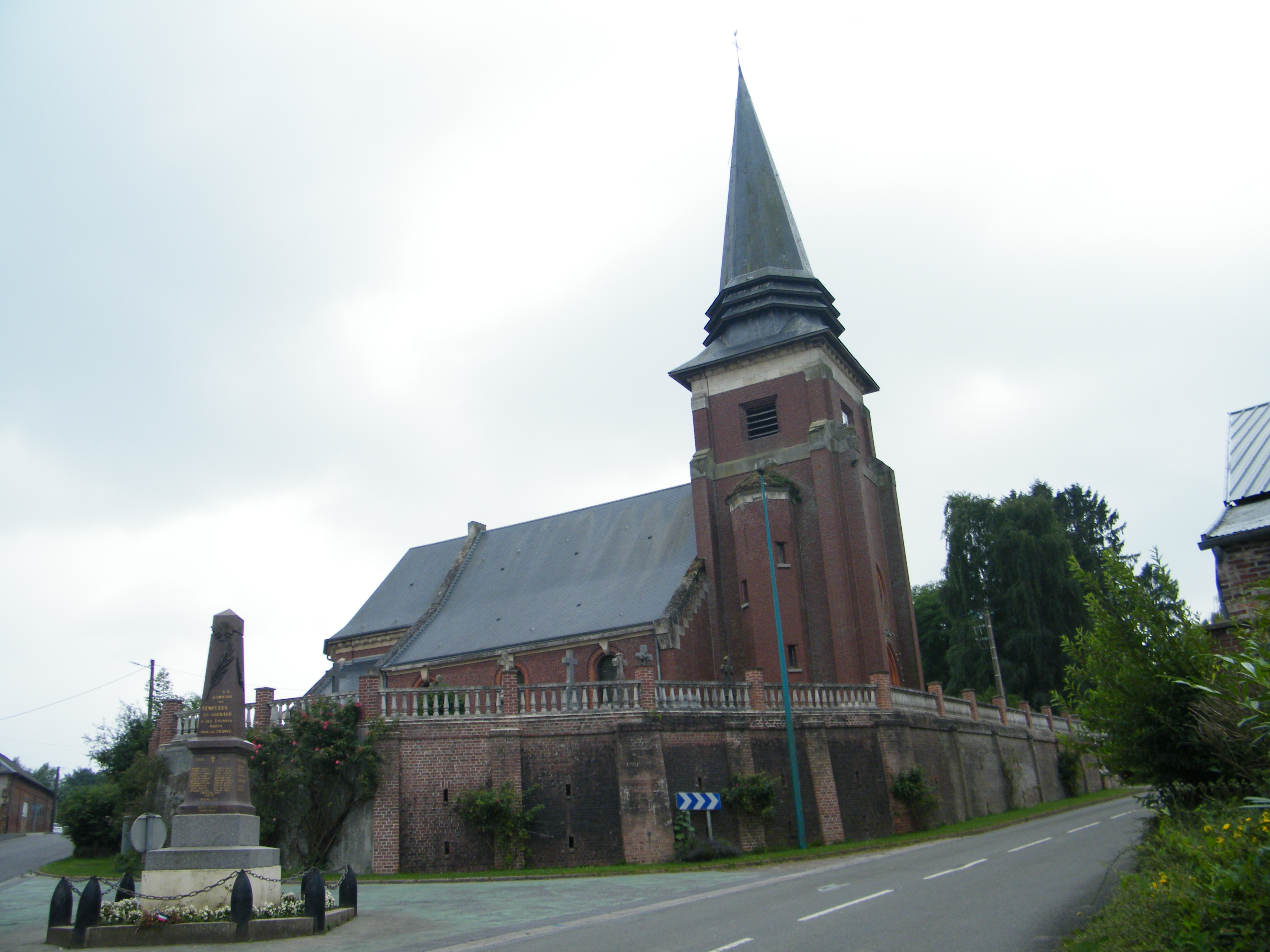
Kerk van Templeux-le-Guérard

## Geografie
De oppervlakte van Templeux-le-Guérard bedraagt 6,5 km², de bevolkingsdichtheid is 30,2 inwoners per km².
De onderstaande kaart toont de ligging van Templeux-le-Guérard met de belangrijkste infrastructuur en aangrenzende gemeenten.

## Demografie
Onderstaande figuur toont het verloop van het inwonertal (bron: INSEE-tellingen).